# Badminton bei den Mittelmeerspielen 2018
Bei den Mittelmeerspielen 2018 wurden im Badminton vom 23. bis zum 26. Juni 2018 in Tarragona vier Wettbewerbe ausgetragen.

## Sieger und Platzierte
| Disziplin    | Gold                          | Silber                        | Bronze                   |
| ------------ | ----------------------------- | ----------------------------- | ------------------------ |
| Herreneinzel | Pablo Abián                   | Lucas Corvée                  | Toma Junior Popov        |
| Dameneinzel  | Neslihan Yiğit                | Beatriz Corrales              | Aliye Demirbağ           |
| Herrendoppel | Bastian Kersaudy Thom Gicquel | Serdar Koca Serhat Salim      | Lukas Osele Kevin Strobl |
| Damendoppel  | Delphine Delrue Léa Palermo   | Bengisu Erçetin Nazlıcan İnci | Iza Šalehar Lia Šalehar  |

## Medaillenspiegel
| Platz  | Land       | Gold | Silber | Bronze | Gesamt |
| ------ | ---------- | ---- | ------ | ------ | ------ |
| 1      | Frankreich | 2    | 1      | 1      | 4      |
| 2      | Türkei     | 1    | 2      | 1      | 4      |
| 3      | Spanien    | 1    | 1      | 0      | 2      |
| 4      | Italien    | 0    | 0      | 1      | 1      |
| 4      | Slowenien  | 0    | 0      | 1      | 1      |
| Gesamt | Gesamt     | 4    | 4      | 4      | 12     |